# باري باول (مبارز بالسيف)
باري باول (بالإنجليزية: Barry Paul)‏ هو مبارز بالسيف بريطاني، ولد في 10 مايو 1948 في بيثنال غرين في المملكة المتحدة.

## وصلات خارجية
- باري باول على موقع أوليمبيديا (الإنجليزية)
- باري باول على موقع اللجنة الأولمبية البريطانية (الإنجليزية)